# Brian McCutcheon
Brian Kenneth McCutcheon (Toronto, 3 agosto 1949) è un allenatore di hockey su ghiaccio ed ex hockeista su ghiaccio canadese.

## Carriera

### Giocatore
Da giocatore ha giocato per quasi tutta la carriera con squadre affiliate ai Detroit Red Wings, che lo avevano messo sotto contratto nel 1971, e con i quali ha comunque raccolto 37 presenze in NHL.
Nel 1978 si trasferì in Austria, dove con l'ATSE Graz giocò fino all'infortunio al ginocchio che mise fine alla sua carriera.

### Allenatore
Cominciò ad allenare a livello NCAA, con la squadra dell'Elmira College prima (1980-1987) e della Cornell University poi (1987-1995; nelle file di questa stessa squadra aveva militato da giocatore).
Fu poi assistente allenatore dei Los Angeles Ice Dogs in IHL, e primo allenatore dei Columbus Chill (ECHL) e dei Rochester Americans (AHL). Con questi ultimi riuscì per due volte a raggiungere la finale della Calder Cup, e - pur avendo perso in entrambe le occasioni - fu nominato due volte allenatore dell'anno. Ciò gli valse la chiamata come assistente allenatore dai Buffalo Sabres, sulla cui panchina sedette dal 2000 al 2011.
Nel marzo del 2012 divenne assistente di Adolf Insam sulla panchina dell'HC Bolzano, squadra in cui militava il figlio Mark.. Per la successiva stagione, McCutcheon fu nominato primo allenatore. Dopo una sola stagione, conclusasi con l'accesso alla Final Four di Continental Cup e con l'eliminazione ai quarti di finale con l'Asiago McCutcheon fu allontanato dalla panchina del Bolzano.

## Palmarès

### Allenatore

#### Club
- Supercoppa italiana: 1

Bolzano: 2012

#### Individuale
- John Brophy Award: 1

1996-1997